# Лисенко Остап Миколайович
Остап Миколайович Лисенко (13 липня 1885, Київ — 1 жовтня 1968, Київ) — український музикознавець, педагог.
Син Миколи Лисенка, небіж Андрія Лисенка, батько Аріадни Лисенко, брат Мар'яни та Катерини Лисенко.

## Життєпис
Народився 13 липня 1885 року в Києві в родині видатного композитора Миколи Лисенка та піаністки Ольги Антонівни Липської.
Навчався в Петербурзькій консерваторії.
1913 року взяв шлюб з із Марією Тимофіївною Полонською. І цього ж року в подружжя народився син Роман, який, хоч і не став музикою, але прищепив любов до музики синові Віталію (1941—1999) — професорові Національної музичної академії Києва, доценту академії з теорії музики, народному артисту України.
У 1914–1916 роках керував хором при клубі «Родина».
1921 року в Остапа й Марії Лисенків народилася дочка Аріадна (Рада) — піаністка, заслужена артистка України, професор Національної музичної академії Києва.
1930 року Остап Миколайович закінчив Державний музично-драматичний інститут імені М. В. Лисенка.
Під час окупації перебував у Києві, у 1941–1942 рр. — ректор Київської музакадемії, брав туди багатьох хлопців, які потрапили в полон або підлягали вивезенню до Німеччини, і тим їх рятував. Ближче до кінця війни переїхав до Львова.
Викладав у Львівській (1945–1951) і Київській (1951–1968) консерваторіях.
Досліджував творчу спадщину батька, уклав збірки «Неопубліковані вокальні твори М. Лисенка» (1967), «М. В. Лисенко у спогадах сучасників» (1968).
Помер 1 жовтня 1968 року в Києві.

## Твори
- «М. В. Лисенко. Спогади сина» (1966)
- «Неопубліковані вокальні твори Миколи Лисенка» (1967)
- «Сонце української музики» (1967)